# Qatar SC Stadium
Das Qatar SC Stadium (arabisch ملعب نادي قطر) ist ein Fußballstadion mit Leichtathletikanlage in der katarischen Hauptstadt Doha. Es wurde 1985 errichtet und hat ein Fassungsvermögen von 20.000 Zuschauern. 2005 und 2010 fanden Renovierungen der Sportstätte statt. Der Hauptnutzer des Stadions ist der Fußballverein Qatar Sports Club, der dort seine Heimspiele in der Qatar Stars League austrägt.
Die Anlage war 2010 erstmals Schauplatz des Qatar Athletic Super Grand Prix, der ersten Station der IAAF Diamond League. 2011 war das Stadion einer der vier Austragungsorte bei der Fußball-Asienmeisterschaft. Im November 2016 fand im Stadion das Finale des AFC Cups 2016 zwischen dem irakischen Verein al-Quwa al-Dschawiya und dem Bengaluru FC aus Indien statt, das die Iraker mit 1:0 gewannen.